# Fylkesväg 27
Fylkesväg 27 (norska: Fylkesvei 27) är en primär fylkesväg i Innlandet fylke i östra Norge som går mellan byn Frya i Ringebu kommun och tätorten Folldal i Folldals kommun. Den passerar genom kommunerna Ringebu, Stor-Elvdal och Folldal.
Vägen är 83,4 kilometer lång och asfalterad. Den passerar bland annat genom orterna Venabygd, Enden och Atnbrua.
Sträckan mellan Venabygdsfjellet och Folldal har status som nationell turistväg (Rondane).

## Anslutningar
Fylkesväg 27 ansluter till:
- Europaväg 6 (vid Frya)
- Fylkesväg 219 (vid Enden)
- Fylkesväg 29 (vid Folldal)

## Bilder

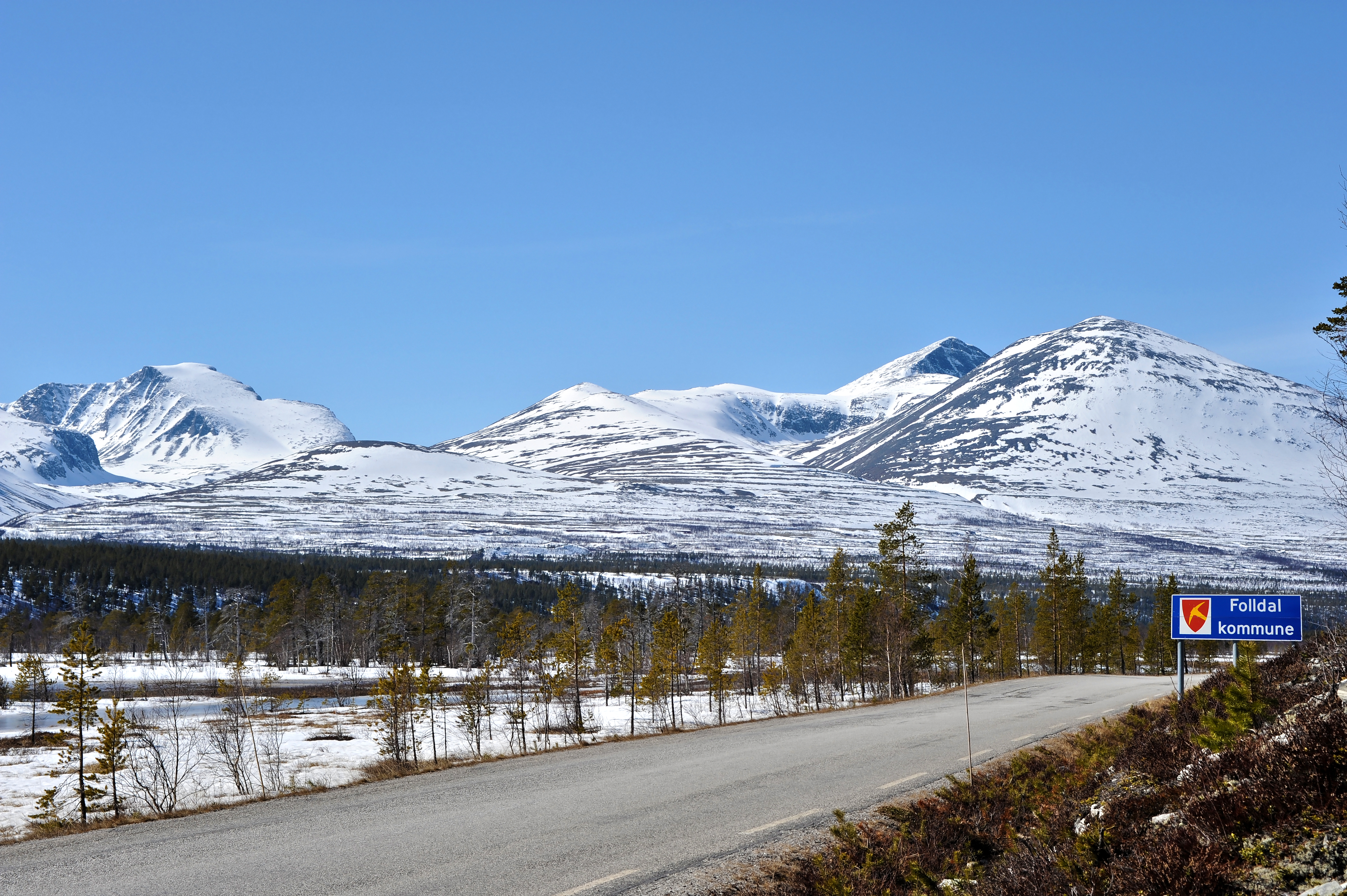
Fylkesväg 27 vid Atnsjømyrene.
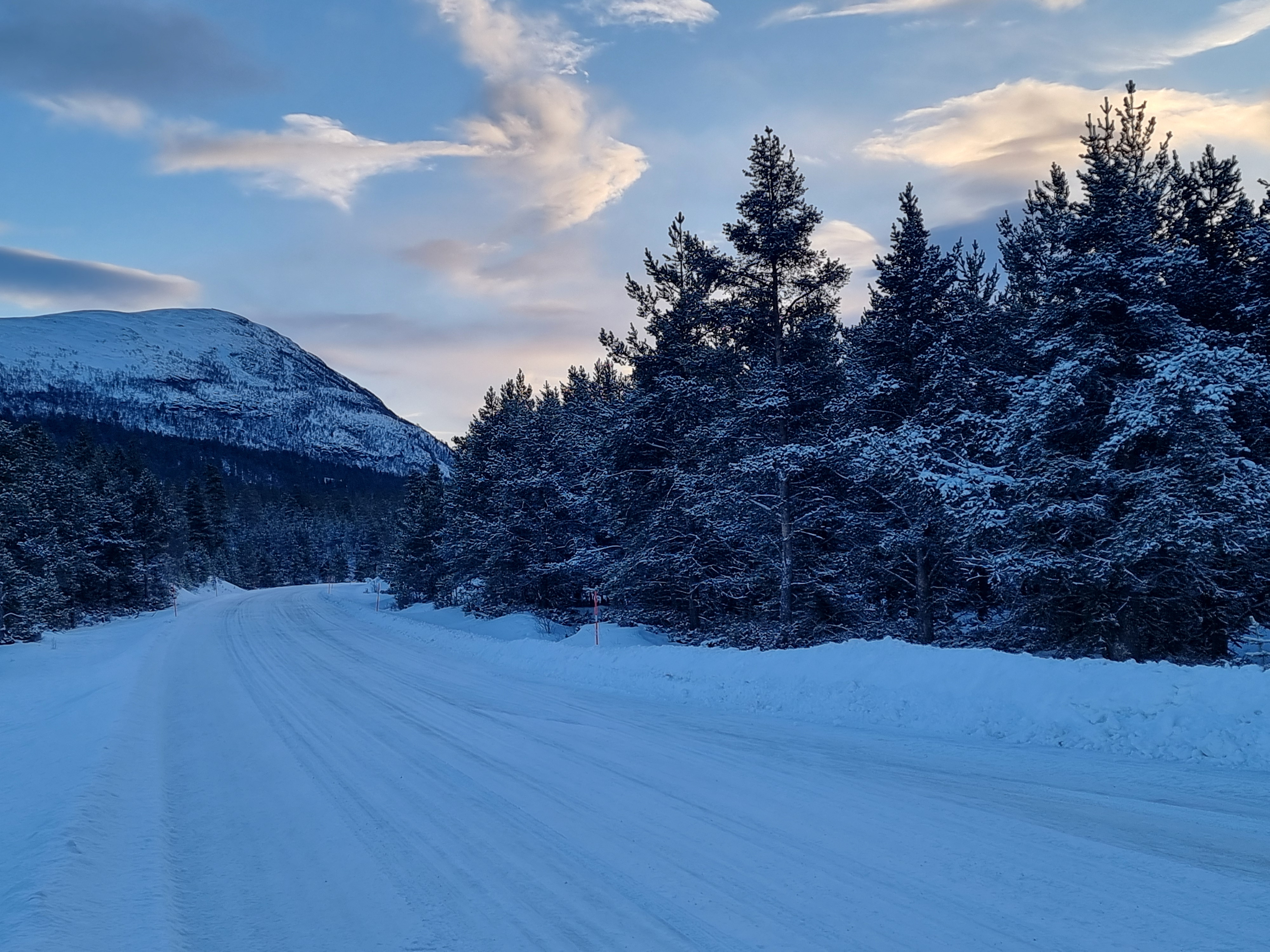
Fylkesväg 27 vid Stadsbuøyen.